# 格勒格霍恩-南基爾戈鎮區 (阿肯色州克萊縣)
格勒格霍恩-南基爾戈鎮區（英語：Gleghorn-South Kilgore Township）是位於美國阿肯色州克萊縣的一個行政鎮區。

## 地方資料
格勒格霍恩-南基爾戈鎮區的面積為115.41平方千米，當中陸地面積為114.35平方千米，而水域面積為1.06平方千米。根據2010年美國人口普查的數據，當地共有人口1754人，而人口密度為每平方千米15.2人。